# Rusia la Concursul Muzical Eurovision Junior 2005
Rusia, în 2005, la Concursul Muzical Eurovision Junior, a fost reprezentată de Vladislav Krutskikh, obținând locul 9 cu 66 de puncte. 